# Ribeirão do Palmito
Ribeirão do Palmito är ett vattendrag i Brasilien.   Det ligger i delstaten Mato Grosso do Sul, i den södra delen av landet, 700 km sydväst om huvudstaden Brasília.
Omgivningarna runt Ribeirão do Palmito är huvudsakligen savann. Runt Ribeirão do Palmito är det glesbefolkat, med 15 invånare per kvadratkilometer.